# NGC 548
NGC 548 é uma galáxia elíptica (E) localizada na direcção da constelação de Cetus. Possui uma declinação de -01° 13' 31" e uma ascensão recta de 1 horas, 26 minutos e 02,5 segundos.